# Gerhart von Graevenitz

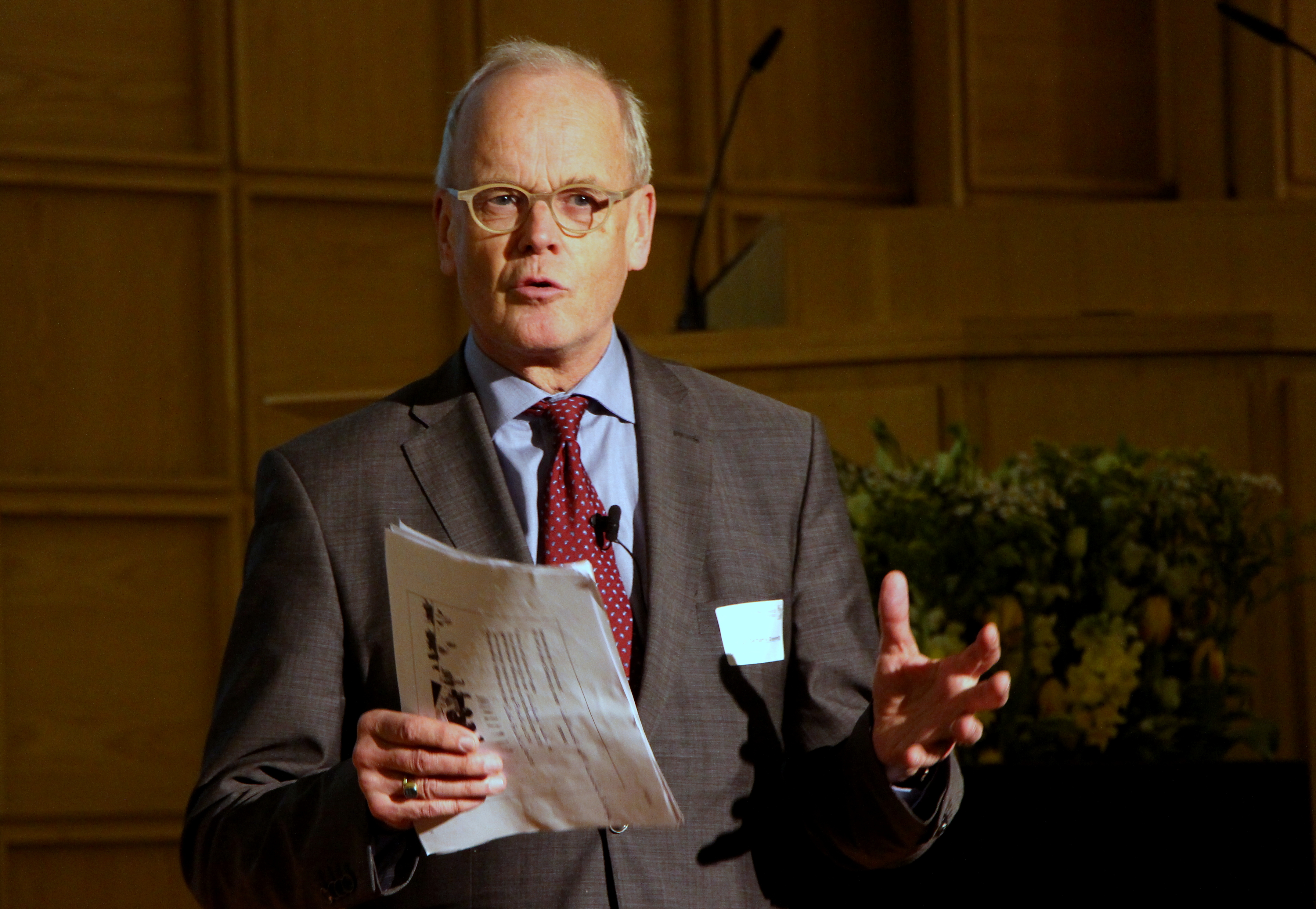
Gerhart von Graevenitz (2015)

Gerhart Martin von Graevenitz (* 12. Juli 1944 in Lahr; † 25. März 2016) war ein deutscher Literaturwissenschaftler. Er war von 2000 bis 2009 Rektor der Universität Konstanz.

## Familie
Gerhart von Graevenitz entstammte dem altmärkischen evangelischen Adelsgeschlecht Graevenitz. Er war verheiratet mit Mechthild geb. Behrens; aus der Ehe stammen zwei Kinder.

## Leben
Von Graevenitz besuchte ein pietistisches Internat, studierte Anglistik und Germanistik sowie Kunstgeschichte an der Universität Tübingen, der University of Reading und der Ludwig-Maximilians-Universität München und legte 1969 das Staatsexamen ab. 1972 wurde er mit der Dissertation Die Setzung des Subjekts: Untersuchungen zur Romantheorie bei Richard Brinkmann in Tübingen zum Dr. phil. promoviert. Er war wissenschaftlicher Angestellter der Universität Tübingen und habilitierte sich 1986 mit der Schrift Mythos. Zur Geschichte einer Denkgewohnheit. Von Giordano Bruno bis Richard Wagner.
1988 erhielt er einen Ruf auf die Nachfolge von Wolfgang Preisendanz als Ordinarius für Neuere deutsche Literatur und Allgemeine Literaturwissenschaft in Konstanz. Von 1993 bis 1996 war er Prorektor für Lehre, von 2000 bis 2009 Rektor der Universität Konstanz und Vorsitzender des Kooperationsrates der Internationalen Bodensee-Hochschule (IBH). Von April 2006 bis März 2009 war Graevenitz Vorsitzender der Landesrektorenkonferenz Baden-Württemberg. Von 1996 bis 2000 hatte er eine ständige Gastprofessur an der Karls-Universität Prag inne und war von 1996 bis 2000 Sprecher des Sonderforschungsbereichs 511 „Literatur und Anthropologie“.
Am 2. Februar 2009 wählte der Senat der Universität Konstanz den Physiker Ulrich Rüdiger zum Nachfolger von Gerhart von Graevenitz als Rektor der Universität. Von Graevenitz hatte sich nicht mehr zur Wiederwahl gestellt. Zum 1. Oktober 2009 übergab er sein Amt an seinen Nachfolger.

## Wirken
Er war Mitherausgeber der Deutschen Vierteljahrsschrift für Literaturwissenschaft und Geistesgeschichte (DVjs). Seine Forschungsschwerpunkte und -projekte waren u. a. die Literaturgeschichte des 17. bis 19. Jahrhunderts, Johann Wolfgang von Goethe, Medien- und Kulturgeschichte des 20. Jahrhunderts und Literarische Gattungen.
Mit seinem Namen verbunden ist der Erfolg der Konstanzer Universität bei der Exzellenzinitiative des Bundes und der Länder. Er gründete das „Zentrum für den wissenschaftlichen Nachwuchs“, das heutige Zukunftskolleg der Universität Konstanz. Von Graevenitz war Vorsitzender des Stiftungsrats, später auch Beiratsvorsitzender, der Martin-Buber-Gesellschaft („Martin Buber Society of Fellows in the Humanities“), einer Einrichtung – nach Vorbild des Konstanzer Zukunftskollegs – für den geistes- und sozialwissenschaftlichen Nachwuchs an der Hebräischen Universität Jerusalem.
Er engagierte sich für die Universitätspartnerschaft mit der Universität Tel Aviv und war Mitglied im Gründungskomitee, später im Hochschulrat, der benachbarten Pädagogischen Hochschule Thurgau (PHTG) im schweizerischen Kreuzlingen sowie Mitglied im Hochschulrat der Pädagogischen Hochschule Vorarlberg im österreichischen Feldkirch. Er war Mitglied im Stiftungsrat der Universität Hildesheim.
Des Weiteren engagierte er sich als Permanent Fellow des Kulturwissenschaftlichen Kollegs im Exzellenzcluster „Kulturelle Grundlagen von Integration“ der Universität Konstanz. Er war Mitglied im Direktorium des Konstanzer Wissenschaftsforums der Universität Konstanz. Von 2012 bis 2014 wirkte er in den Arbeitsgruppen des Wissenschaftsrats „Perspektiven der deutschen Wissenschaft“ und „Karrierewege in der Wissenschaft“ mit. Er war Mitglied in der Arbeitsgruppe „Forschungsorientierte Gleichstellungsstandards“ der Deutschen Forschungsgemeinschaft (DFG).
Er war Senatsmitglied der Berlin-Brandenburgischen Akademie der Wissenschaften.
Graevenitz war von Juli 2008 bis Juli 2012 Mitglied des ZDF-Fernsehrats. Im November 2012 wurde er vom ZDF als Mitglied in den 18-köpfigen Programmbeirat von Arte Deutschland entsandt, der eine dreijährige Amtsperiode hat.
Von Graevenitz engagierte sich im Aufsichtsrat der UNESCO Stiftung Welterbe Kloster Insel Reichenau. Er war Mitglied (Burgherr) der Narrengesellschaft  Niederburg der Grossen Konstanzer Narrengesellschaft von 1884 e. V.

## Ehrungen und Auszeichnungen
- 2004 – Ehrendoktorwürde der Universität Alexandru Ioan Cuza Iași
- 2009 – Ehrenring der Stadt Konstanz für sein Engagement für die Stadt und die Universität Konstanz[7]
- 2010 – Bundesverdienstkreuz 1. Klasse des Verdienstordens der Bundesrepublik Deutschland[8]
- 2014 – Ernennung zum Ehrenbürger der Universität Konstanz

## Schriften

### Monographien (Auswahl)
- Die Setzung des Subjekts. Untersuchungen zur Romantheorie. 1973 (Dissertation)
- Eduard Mörike. Die Kunst der Sünde. Zur Geschichte des literarischen Individuums. 1978, urn:nbn:de:bsz:352-opus-52333
- Mythos. Zur Geschichte einer Denkgewohnheit. Von Giordano Bruno bis Richard Wagner. 1987 (Habilitation)
- Hrsg. zusammen mit Odo Marquard: Kontingenz. 1988
- Das Ich am Rande. Zur Topik der Selbstdarstellung bei Dürer, Montaigne und Goethe. 1989
- Hrsg. zusammen mit Arno Borst, Alexander Patschovsky, Karlheinz Stierle: Tod im Mittelalter. 1993
- Das Ornament des Blicks. Über die Grundlagen des neuzeitlichen Sehens, die Poetik der Arabeske und Goethes West-östlichen Divan. 1994
- Beruf zur Wissenschaft. [Rede gehalten aus Anlass der Rektoratsübergabe am 15. Mai 2000] 2000
- Theodor Fontane: Ängstliche Moderne. Über das Imaginäre. Konstanz University Press, Paderborn 2014, ISBN 978-3-86253-050-2.

Quelle:

### Aufsätze und Beiträge (Auswahl)
- Innerlichkeit und Öffentlichkeit. Aspekte deutscher ,bürgerlicher' Literatur im frühen 18. Jahrhundert. (DVjs, 49, 1975)
- Geschichte aus dem Geist des Nekrologs. Zur Begründung der Biographie im 19. Jahrhundert. (DVjs, 54, 1980)
- Mythologie des Festes – Bilder des Todes.... (Gustave Flaubert und Gottfried Keller). (Das Fest. Hrsg.: W. Haug/R. Warning. 1989)
- Contextio und conjointure, Gewebe und Arabeske.... (Literatur, Artes und Philosophie. Hrsg.: W. Haug/B. Wachinger. 1992)
- Memoria und Realismus. Erzählende Literatur in der deutschen "Bildungspresse" des 19. Jahrhunderts. (Memoria. Hrsg.: A. Haverkamp/R. Lachmann. 1993)
- Differenzierung der Differenz. Grundlagen der Autobiographie in Abaelard und Héloises Briefen. (Fs. W. Haug u. B. Wachinger. Bd. 1. 1993)
- Das Ich am Ende. Strukturen der Ich-Erzählung in Apuleius' "Goldenem Esel" und Grimmelshausens "Simplicissimus Teutsch". (Das Ende. Figuren einer Denkform", Hrsg. v. K. Stierle/R. Warning, Poetik und Hermeneutik 16, 1996)
- Gewendete Allegorie. Das Ende der "Erlebnislyrik" und die Vorbereitung einer Poetik ... in Goethes Sonett-Zyklus von 1815/1827. (Allegorie. Konfiguration von Text, Bild und Lektüre, Hrsg. v. E. Horn/M. Weinberg, 1998)
- Literaturwissenschaft und Kulturwissenschaften. Eine Erwiderung. (DVjs, 73, 1999)
- "Verdichtung" – Das Kulturmodell der "Zeitschrift f. Völkerpsychologie und Sprachwissensch. (Kea, Zeitschrift für Kulturwissenschaften, 1999)
- Die Gewalt des Ähnlichen. Concettismus in Piranesis "Carceri" u. Kleists "Erdbeben in Chili'". (Gewagte Experimente und kühne Konstellationen – Kleists Werk zwischen Klassizismus und Romantik./ Hrsg. v. Ch. Lubkoll/G. Oesterle, 2001)
- Das Frankfurtische Karneval. Goethes Bilder des Fremden. (Der junge Goethe – Genese und Konstruktion einer Autorschaft. Hrsg. v. W. Wiethölter, 2001)
- Wissen und Sehen. Anthropologie und Perspektivismus... (Wissen in Literatur im 19. Jh., Hrsg. Danneberg/Vollhardt 2002)
- Die Majoratsherren der Juden oder Achim von Arnims antisemitische querelle des anciens et des modernes. In: Das Politische: Figurenlehren des sozialen Körpers nach der Romantik. Fink,  München 2003, S. 210–229.

Quelle: